# Li Huifen
Pour les articles homonymes, voir Li.
Dans ce nom chinois, le nom de famille, Li, précède le nom personnel Huifen.
Li Huifen, née le 14 octobre 1963 à Shijiazhuang, est une joueuse chinoise de tennis de table.
Elle remporte aux Jeux olympiques d'été de 1988 à Séoul la médaille d'argent du tournoi féminin en simple ; il s'agit de sa seule apparition olympique.